# Boké
Boké er en by i det vestlige Guinea, hovedstad i en region af samme navn, og beliggende tæt ved grænsen til nabolandet Guinea-Bissau. Byen har et indbyggertal (pr. 2008) på cirka 116.000.